# Saison 2020-2021 du MC Alger
Maillots
Chronologie
Saison précédente Saison suivante
La saison 2020-2021 du MC Alger est la 53e saison du Mouloudia Club d'Alger en première division du Championnat d'Algérie de football. Le club est engagé en Ligue 2020-2021, Coupe d'Algérie et en Ligue des champions de la CAF 2020-2021.

## Transferts

### Transferts estivaux
| Nom                  | Nationalité | Poste     | Transfert       | Provenance/Destination | Division |
| -------------------- | ----------- | --------- | --------------- | ---------------------- | -------- |
| Arrivées             |             |           |                 |                        |          |
| Mouad Haddad         | Algérie     | Défenseur | Transfert Libre | JSM Skikda             | Ligue 2  |
| Isla Daoudi Diomande | Sénégal     | Milieu    | Transfert Libre | CA Bordj Bou Arreridj  | Ligue 1  |
| Abdelkader Salhi     | Algérie     | Gardien   | Transfert Libre | JS Kabylie             | Ligue 1  |
| Abdelhak Abdelhafid  | Algérie     | Attaquant | Transfert Libre | MC Oran                | Ligue 1  |
| Nabil Saadou         | Algérie     | Défenseur | Transfert Libre | JS Kabylie             | Ligue 1  |
| Toufik Addadi        | Algérie     | Milieu    | Transfert Libre | JS Kabylie             | Ligue 1  |
| Billel Bensaha       | Algérie     | Attaquant | Prêt            | ES Tunis               | Ligue I  |
| Départs              |             |           |                 |                        |          |
| Athmane Toual        | Algérie     | Gardien   | Libérer         | SKAF El Khemis         | Ligue 2  |
| Zidane Mebarakou     | Algérie     | Défenseur | Libérer         | CS Constantine         | Ligue 1  |
| Mehdi Ouertani       | Tunisie     | Milieu    | Libérer         | USM Bel Abbès          | Ligue 1  |
| Walid Derrardja      | Algérie     | Attaquant | fin de contrat  | MC Oran                | Ligue 1  |
| Hicham Nekkache      | Algérie     | Attaquant | fin de contrat  | MC Oran                | Ligue 1  |
| Abdelkrim Benarous   | Algérie     | Milieu    | Libérer         | Stade Tunisien         | Ligue I  |
| Abdelhak Sailaa      | Algérie     | Défenseur | Prêté           | USM Bel Abbès          | Ligue 1  |
| Rabah Mokrani        | Algérie     | Défenseur | Libérer         | -                      | -        |

### Transferts hivernaux
Le mercato d'hiver se déroule du 1er au 31 janvier 2020 en Algérie.
| Nom              | Nationalité | Poste     | Transfert       | Provenance/Destination | Division             |
| ---------------- | ----------- | --------- | --------------- | ---------------------- | -------------------- |
| Arrivées         |             |           |                 |                        |                      |
| Feth-allah Tahar | Algérie     | Attaquant | Transfert Libre | ASO Chlef              | Ligue 1              |
| Joseph Esso      | Ghana       | Attaquant | Transfert       | Dreams FC              | Championnat du Ghana |
| Départs          |             |           |                 |                        |                      |

## Compétitions

### Championnat d'Algérie

#### Classement
| Rang | Équipe         | Pts | J  | G  | N  | P  | Bp | Bc | Diff | Qualification ou relégation                     |
| ---- | -------------- | --- | -- | -- | -- | -- | -- | -- | ---- | ----------------------------------------------- |
| 5    | JS Kabylie L   | 61  | 38 | 17 | 10 | 11 | 44 | 33 | +11  | Qualification pour la Coupe de la confédération |
| 6    | MC Oran        | 60  | 38 | 15 | 15 | 8  | 51 | 37 | +14  |                                                 |
| 7    | MC Alger       | 57  | 38 | 15 | 12 | 11 | 59 | 43 | +16  |                                                 |
| 8    | CS Constantine | 57  | 38 | 15 | 12 | 11 | 43 | 31 | +12  |                                                 |
| 9    | NC Magra       | 52  | 38 | 14 | 10 | 14 | 38 | 44 | −6   |                                                 |

### tour préliminaire
| Ligue des champions de la CAF 2020-2021 tour préliminaire (aller) | Buffles de Borgou | 1-1 | MC Alger | Porto-Novo/Stade Charles de Gaulle |  |
|                                                                   |                   |     |          |                                    |  |

| Ligue des champions de la CAF 2020-2021 tour préliminaire (Retour) | MC Alger | 5-1 | Buffles de borgou | Alger/Stade 5 juillet 1962 |  |
|                                                                    |          |     |                   |                            |  |

| Ligue des champions de la CAF 2020-2021 1er tour (aller) | MC Alger            | 2-0     | CS Sfax | Alger/Stade 5 Juillet 1962 |  |
|                                                          | Samy Frioui 28e 35e | (2 - 0) |         |                            |  |

| Ligue des champions de la CAF 2020-2021 1er tour (aller) | CS Sfax                    | 1 - 0   | MC Alger | Sfax/Stade Taïeb Mhiri     |                            |
|                                                          | Firas Chaouat 45+3e (pen.) | (1 - 0) |          | Arbitrage : Bakary Gassama | Arbitrage : Bakary Gassama |

## Effectif professionnel actuel
Mise à jour : 27 octobre 2020
Le tableau suivant liste les joueurs en prêts pour la saison 2019-2020.

### Statistiques détaillées
|  |

|  |